# Дирлауинген
Дирлауинген (њем. Dürrlauingen) општина је у њемачкој савезној држави Баварска. Једно је од 34 општинска средишта округа Гинцбург. Према процјени из 2010. у општини је живјело 1.663 становника. Посједује регионалну шифру (AGS) 9774127.

## Географски и демографски подаци
Дирлауинген се налази у савезној држави Баварска у округу Гинцбург. Општина се налази на надморској висини од 503 метра. Површина општине износи 12,3 km². У самом мјесту је, према процјени из 2010. године, живјело 1.663 становника. Просјечна густина становништва износи 135 становника/km².